# 예블라흐구
예블라흐구(아제르바이잔어: Yevlax rayonu)는 아제르바이잔 중부에 위치한 구로 행정 중심지는 예블라흐이며 면적은 1,555km2, 인구는 109,500명이다. 행정 중심지인 예블라흐는 예블라흐구에 속하지 않으며 독립된 행정 구역으로 존재한다.